# 芭芭拉·瓦格纳
芭芭拉·瓦格纳（英語：Barbara Wagner，1938年5月5日—），加拿大女子花样滑冰运动员。她曾代表加拿大参加1956年和1960年冬季奥林匹克运动会花样滑冰比赛，其中1960年冬季奥运会获得一枚金牌。